# Lachesilla sulcata
Lachesilla sulcata är en insektsart som beskrevs av Garcia Aldrete 1986. Lachesilla sulcata ingår i släktet Lachesilla och familjen kviststövsländor. Inga underarter finns listade i Catalogue of Life.